# Bridesmaids
Bridesmaids är en amerikansk komedifilm från 2011 i regi av Paul Feig. Den är producerad av bland andra Judd Apatow.

## Handling
Annie (Kristen Wiig) är en kvinna som bor i Milwaukee. Hennes liv är en enda röra, till skillnad från hennes bästa vän Lillian (Maya Rudolph), som snart ska gifta sig med en förmögen bankir. När Lillian ber Annie om att bli hennes brudtärna glömmer Annie sina bekymmer och vill mer än gärna tacka ja till hennes erbjudande. Trots att hon är pank och singel bluffar sig Annie genom både dyra och bisarra ceremonier. Med bara en chans att få det rätt kommer Annie att visa Lillian och hennes ungmör hur långt någon är beredd att gå för sin bästa vän.

## Rollista
| Kristen Wiig         | – Annie             |
| Maya Rudolph         | – Lillian           |
| Rose Byrne           | – Helen             |
| Melissa McCarthy     | – Megan             |
| Wendi McLendon-Covey | – Rita              |
| Ellie Kemper         | – Becca             |
| Chris O'Dowd         | – Nathan Rhodes     |
| Jill Clayburgh       | – Annies mamma      |
| Jon Hamm             | – Ted (okrediterad) |
| Rebel Wilson         | – Brynn             |
| Matt Lucas           | – Gil               |
| Andy Buckley         | – Perry Harris      |
| Jessica St. Clair    | – Whitney           |
| Melanie Hutsell      | – Carol             |
| Michael Hitchcock    | – Don               |
| Tim Heidecker        | – Dougie            |
| Kali Hawk            | – Kahlua            |
| Ben Falcone          | – John              |
| Wilson Phillips      | – sig själva        |